# Inglewood (Nebraska)
Inglewood – wieś w Stanach Zjednoczonych, w stanie Nebraska, w hrabstwie Dodge.